# Паркер, Эннис
Эннис Паркер (англ. Annise Parker, род. 17 мая 1956) — американский политик, мэр Хьюстона в 2010—2016 годах. Эннис стала второй женщиной — мэром города, а также первой среди открытых лесбиянок, занявших пост мэра в столь крупном американском городе.

## Биография
Эннис Паркер родилась и выросла в Западном Хьюстоне. Мать была бухгалтером, а отец работал в Красном Кресте. В 1971 году, когда Паркер исполнилось 15 лет, её семья переехала на базу армии США в Мангейм, Германия. Там она стала добровольцем молодёжной организации Красного Креста, работала в библиотеке.
По возвращении в США в 1974 году Паркер поступает в Университет Райса, победив в стипендиальном конкурсе, но при этом работая на нескольких работах, чтобы заплатить за свою комнату и питание. В 1978 году Эннис заканчивает университет со степенью бакалавра в области антропологии и социологии.
До начала политической карьеры Паркер более 20 лет работала в нефтяной и газовой промышленности, так же занимаясь частным предпринимательством (владела книжным магазином). Помимо этого возглавляла районную Гражданскую ассоциацию, участвовала в ЛГБТ-движении, экологическом движении и движении за сохранение исторических памятников. В настоящее время она является членом советов нескольких организаций, таких как Хьюстонский зоопарк и Хьюстонский музей Холокоста.
Эннис Паркер и её партнёрша Кэти Хаббард живут вместе с 1990 года. У них есть трое приемных детей: две дочери и сын.

## Политическая карьера
Эннис Паркер безуспешно пыталась избраться в Городской Совет Хьюстона в 1991 и 1995 годах. Наконец в 1997 году она выиграла выборы, став первым открытым гомосексуалом, занявшим в Хьюстоне выборную должность. Успешно переизбиралась в 1999 и 2001 годах.
В 2003 году Эннис избрана городским контролёром Хьюстона, переизбрана в 2005 и 2007 годах.
В 2009 году Эннис Паркер объявила в видеообращении на своём сайте о намерении баллотироваться в мэры Хьюстона. Получив поддержку ряда общественных организаций, она вела свою предвыборную кампанию на платформе повышения безопасности города и сокращения бюджетных ассигнований. Она заняла первое место в первом туре выборов в ноябре, но не смогла набрать большинство голосов. 12 декабря 2009 года в итоге второго тура выборов Паркер вошла в историю как избранный мэр четвёртого по величине города США, набрав 53,6 % голосов несмотря на активное противодействие религиозных и консервативных кругов, которые не хотели видеть мэром города лесбиянку. После избрания она заявила что главными приоритетами в её работе будут проблемы транспорта, сбалансированности бюджета и новый начальник полиции.
Переизбиралась на выборах 2011 и 2013 годов.